# Campionati africani di atletica leggera 2024
I Campionati africani di atletica leggera 2024 sono stati la 23ª edizione dei Campionati africani di atletica leggera. La manifestazione si è svolta dal 21 al 26 giugno presso il Complesso polisportivo di Japoma di Douala, in Camerun.

## Risultati

### Uomini
| Specialità | Oro                                                                        | Prestazione | Argento | Prestazione | Bronzo                                                                                               | Prestazione   |
| Corse piane |                                                                            |             | |             | |               |
| 100 m (dettagli) | Joseph Fahnbulleh                                                          | 10"13       | Emmanuel Eseme | 10"15       | Benjamin Richardson                                                                                  | 10"17         |
| 200 m (dettagli) | Joseph Fahnbulleh                                                          | 20"25       | Tapiwa Makarawu | 20"51       | Emmanuel Eseme                                                                                       | 20"66         |
| 400 m (dettagli) | Cheikh Tidiane Diouf                                                       | 45"23       | Lee Eppie | 45"39       | Samuel Ogazi                                                                                         | 45"47         |
| 800 m (dettagli) | Alex Kipngetich                                                            | 1'45"02     | Kethobogile Haingura | 1'45"54     | Tom Dradriga                                                                                         | 1'46"01       |
| 1 500 m (dettagli) | Brian Komen                                                                | 3'33"95     | Ayanleh Abdillahi | 3'36"24     | Boaz Kiprugut                                                                                        | 3'37"25       |
| 5 000 m (dettagli) | Mohamed Ismail Ibrahim                                                     | 13'38"38    | Nibret Melak | 13'42"95    | Abdi Waiss Mouhyadin                                                                                 | 13'43"20      |
| 10 000 m (dettagli) | Nibret Melak                                                               | 28'52"27    | Gemechu Dida | 28'52"78    | Roncer Konga                                                                                         | 28'52"94      |
| Corse a ostacoli |                                                                            |             | |             | |               |
| 110 hs (dettagli) | Louis François Mendy                                                       | 13"49       | Amine Bouanani | 13"59       | Yousuf Badawy Sayed                                                                                  | 13"79         |
| 400 hs (dettagli) | Victor Ntweng                                                              | 48"88       | Kemorena Tisang | 49"24       | Abdelmalik Lahoulou                                                                                  | 49"36         |
| 3 000 siepi (dettagli) | Leonard Chemutai                                                           | 8'21"30     | Edmund Serem | 8'21"94     | Matthew Kosgei                                                                                       | 8'21"98       |
| Prove su strada |                                                                            |             | |             | |               |
| Marcia 20 km (dettagli) | Misgana Wakuma Fekansa                                                     | 1h21'49"    | Heristone Wanyonyi | 1h23'26"    | Wayne Snyman                                                                                         | 1h25'19"      |
| Salti |                                                                            |             | |             | |               |
| Salto in alto (dettagli) | Brian Raats                                                                | 2,18 m      | Saad Hammouda Asbel Kiprop Kemboi                                                                                               | 2,15 m      | non assegnata                                                                                        | non assegnata |
| Salto con l'asta (dettagli) | Kyle Rademeyer                                                             | 5,20 m      | Mehdi Amar Rouana | 5,10 m      | Boubakar Diallo                                                                                      | 5,10 m        |
| Salto in lungo (dettagli) | Cheswill Johnson                                                           | 7,78 m      | Chenoult Lionel Coetzee | 7,78 m      | Goodness Iredia                                                                                      | 7,75 m        |
| Salto triplo (dettagli) | Hugues Fabrice Zango                                                       | 17,18 m     | Chengetayi Mapaya | 16,87 m     | Amath Faye                                                                                           | 16,54 m       |
| Lanci |                                                                            |             | |             | |               |
| Getto del peso (dettagli) | Chukwuebuka Enekwechi                                                      | 21,14 m     | Mostafa Amr Hassan | 20,25 m     | Mohamed Magdi Hamza                                                                                  | 19,72 m       |
| Lancio del disco (dettagli) | Oussama Khennoussi                                                         | 63,90 m     | Victor Hogan | 63,87 m     | Ryan Williams                                                                                        | 56,78 m       |
| Lancio del martello (dettagli) | Mostafa El Gamel                                                           | 72,88 m     | Ismail Tarek Ahmed | 70,71 m     | Allan Cumming                                                                                        | 69,43 m       |
| Lancio del giavellotto (dettagli) | Julius Yego                                                                | 80,24 m     | Nnamdi Chinecherem | 79,22 m     | Mustafa Mahmoud Abdel Khaliq                                                                         | 77,25 m       |
| Prove multiple |                                                                            |             | |             | |               |
| Decathlon (dettagli) | Larbi Bourrada                                                             | 7447 p.     | Dhiae Boudoumi | 7218 p.     | Edwin Kipmutai Too                                                                                   | 7132 p.       |
| Staffette |                                                                            |             | |             | |               |
| Staffetta 4×100 m (dettagli) | Ghana Ibrahim Fuseini Isaac Botsio Edwin Gadayi Abdul-Rasheed Saminu       | 38"63       | Nigeria Kayinsola Ajayi Usheoritse Itsekiri Alaba Olukunle Akintola Oke Oghenebrume Alexander Chukwukelu Ifeanyi Emmanuel Ojeli | 38"84       | Costa d'Avorio Gnamien Nehemie N'Goran Ismael Koné Arthur Cissé Kouadio Éric Kouame Adzeu Yapo Jacky | 39"77         |
| Staffetta 4×400 m (dettagli) | Botswana Omphile Seribe Busang Kebinatshipi Boitumelo Masilo Leungo Scotch | 3'02"23     | Kenya Kevin Kipkorir Kelvin Sane Tauta David Sanayek Kapirante Brian Onyari Tinega                                              | 3'02"34     | Zambia Kennedy Luchembe Patrick Kakozi Nyambe David Mulenga Muzala Samukonga                         | 3'02"56       |
| record mondiale; record mondiale stagionale; record africano; record dei campionati; record nazionale; record personale; record personale stagionale. |                                                                            |             | |             | |               |

### Donne
| Specialità | Oro                                                                                    | Prestazione | Argento                                                             | Prestazione | Bronzo                                                                | Prestazione           |
| Corse piane |                                                                                        |             |                                                                     |             |                                                                       |                       |
| 100 m (dettagli) | Gina Bass                                                                              | 11"14       | Maia McCoy                                                          | 11"16       | Maboundou Koné                                                        | 11"24                 |
| 200 m (dettagli) | Jessika Gbai                                                                           | 22"84       | Maboundou Koné                                                      | 22"99       | Asimenye Simwaka                                                      | 23"05                 |
| 400 m (dettagli) | Miranda Coetzee                                                                        | 51"16       | Quincy Malekani                                                     | 51"56       | Esther Elo Joseph                                                     | 51"94                 |
| 800 m (dettagli) | Sarah Moraa                                                                            | 2'00"27     | Lilian Odira                                                        | 2'00"36     | Soukaina Hajji                                                        | 2'00"91               |
| 1 500 m (dettagli) | Saron Berhe                                                                            | 4'06"05     | Caroline Nyaga                                                      | 4'06"76     | Esther Chebet                                                         | 4'06"90               |
| 5 000 m (dettagli) | Fantaye Belayneh                                                                       | 15'30"10    | Wubrist Aschal                                                      | 15'30"25    | Samiyah Hassan Nour                                                   | 15'42"63              |
| 10 000 m (dettagli) | Gladys Kwamboka                                                                        | 36'53"59    | Rebecca Mwangi                                                      | 36'59"69    | Gela Hambese                                                          | 37'09"20              |
| Corse a ostacoli |                                                                                        |             |                                                                     |             |                                                                       |                       |
| 100 hs (dettagli) | Ebony Morrison                                                                         | 12"70       | Marione Fourie                                                      | 12"74       | Sidonie Fiadanantsoa                                                  | 12"98                 |
| 400 hs (dettagli) | Rogail Joseph                                                                          | 55"71       | Noura Ennadi                                                        | 56"16       | Linda Angounou                                                        | 56"48                 |
| 3 000 siepi (dettagli) | Loice Chekwemoi                                                                        | 9'24"47     | Alemnat Walle Fenta                                                 | 9'35"19     | Leah Jeruto                                                           | 9'36"33               |
| Prove su strada |                                                                                        |             |                                                                     |             |                                                                       |                       |
| Marcia 20 km (dettagli) | Sintayehu Masire Teshager                                                              | 1h37'46"    | Souad Azzi                                                          | 1h40"36"    | Margret Gati Chacha                                                   | 1h41'19"              |
| Salti |                                                                                        |             |                                                                     |             |                                                                       |                       |
| Salto in alto (dettagli) | Rose Yeboah                                                                            | 1,87 m      | Temitope Adeshina                                                   | 1,84 m      | Fatoumata Balley                                                      | 1,84 m                |
| Salto con l'asta (dettagli) | Miré Reinstorf                                                                         | 4,10 m      | Dorra Mahfoudhi                                                     | 3,60 m      | solo due partecipanti                                                 | solo due partecipanti |
| Salto in lungo (dettagli) | Ese Brume                                                                              | 6,73 m      | Marthe Koala                                                        | 6,72 m      | Danielle Nolte                                                        | 6,44 m                |
| Salto triplo (dettagli) | Saly Sarr                                                                              | 14,06 m     | Anne-Suzanna Fosther-Katta                                          | 13,45 m     | Véronique Kossenda Rey                                                | 13,35 m               |
| Lanci |                                                                                        |             |                                                                     |             |                                                                       |                       |
| Getto del peso (dettagli) | Ashley Erasmus                                                                         | 18,17 m     | Miné de Klerk                                                       | 17,09 m     | Colette Uys                                                           | 16,28 m               |
| Lancio del disco (dettagli) | Ashley Anumba                                                                          | 59,30 m     | Obiageri Amaechi                                                    | 58,80 m     | Chioma Onyekwere                                                      | 57,93 m               |
| Lancio del martello (dettagli) | Zahra Tatar                                                                            | 67,82 m     | Oyesade Olatoye                                                     | 67,72 m     | Xena Ngomateke                                                        | 65,84 m               |
| Lancio del giavellotto (dettagli) | Jo-Ane van Dyk                                                                         | 57,03 m     | Jana van Schalkwyk                                                  | 55,14 m     | Mckyla van der Westhuizen                                             | 53,57 m               |
| Prove multiple |                                                                                        |             |                                                                     |             |                                                                       |                       |
| Eptathlon (dettagli) | Odile Ahouanwanou                                                                      | 5777 p.     | Adèle Mafogang                                                      | 5527 p.     | Shannon Verster                                                       | 5239 p.               |
| Staffette |                                                                                        |             |                                                                     |             |                                                                       |                       |
| Staffetta 4×100 m (dettagli) | Nigeria Justina Tiana Eyakpobeyan Tima Seikeseye Godbless Olayinka Olajide Tobi Amusan | 43"01       | Ghana Mary Boakye Anita Afrifa Halutie Hor Deborah Acheampong       | 43"62       | Liberia Destiny Smith-Barnett Maia McCoy Ebony Morrison Thelma Davies | 44"38                 |
| Staffetta 4×400 m (dettagli) | Nigeria Patience Okon George Esther Elo Joseph Omolara Ogunmakinju Ella Onojuvwevwo    | 3'27"31     | Zambia Rhoda Njobvu Niddy Mingilishi Quincy Malekani Abygirl Sepiso | 3'32"18     | Kenya Joan Cherono Veronica Kamumbe Mutua Esther Mbagari Mercy Chebet | 3'32"65               |
| record mondiale; record mondiale stagionale; record africano; record dei campionati; record nazionale; record personale; record personale stagionale. |                                                                                        |             |                                                                     |             |                                                                       |                       |

### Misti
| Specialità | Oro                                                                     | Prestazione | Argento                                                                              | Prestazione | Bronzo                                                                | Prestazione |
| Staffetta 4×400 m (dettagli) | Sudafrica Gardeo Isaacs Shirley Nekhubui Mthi Mthimkulu Miranda Coetzee | 3'13"12     | Nigeria Ifeanyi Emmanuel Ojeli Ella Onojuvwevwo Dubem Nwachukwu Patience Okon George | 3'13"72     | Botswana Leungo Scotch Obakeng Kamberuka Bayapo Ndori Galefele Moroko | 3'15"93     |
| record mondiale; record mondiale stagionale; record africano; record dei campionati; record nazionale; record personale; record personale stagionale. |                                                                         |             |                                                                                      |             |                                                                       |             |

## Medagliere
| Posizione | Paese              | Oro | Argento | Bronzo | Totale |
| --------- | ------------------ | --- | ------- | ------ | ------ |
| 1         | Sudafrica          | 9   | 4       | 6      | 19     |
| 2         | Kenya              | 5   | 7       | 7      | 19     |
| 3         | Nigeria            | 5   | 6       | 4      | 15     |
| 4         | Etiopia            | 5   | 4       | 1      | 10     |
| 5         | Algeria            | 3   | 4       | 1      | 8      |
| 6         | Liberia            | 3   | 1       | 1      | 5      |
| 7         | Senegal            | 3   | 0       | 1      | 4      |
| 8         | Botswana           | 2   | 3       | 1      | 4      |
| 9         | Ghana              | 2   | 1       | 0      | 3      |
| 10        | Uganda             | 2   | 0       | 3      | 5      |
| 11        | Egitto             | 1   | 2       | 3      | 3      |
| 12        | Costa d'Avorio     | 1   | 1       | 2      | 4      |
| 12        | Gibuti             | 1   | 1       | 2      | 4      |
| 14        | Burkina Faso       | 1   | 1       | 0      | 2      |
| 15        | Benin              | 1   | 0       | 0      | 1      |
| 15        | Gambia             | 1   | 0       | 0      | 1      |
| 17        | Camerun            | 0   | 3       | 3      | 6      |
| 18        | Marocco            | 0   | 2       | 1      | 1      |
| 18        | Zambia             | 0   | 2       | 1      | 1      |
| 20        | Zimbabwe           | 0   | 2       | 0      | 2      |
| 21        | Namibia            | 0   | 1       | 1      | 2      |
| 22        | Tunisia            | 0   | 1       | 1      | 2      |
| 18        | Guinea             | 0   | 0       | 1      | 1      |
| 18        | Madagascar         | 0   | 0       | 1      | 1      |
| 18        | Malawi             | 0   | 0       | 1      | 1      |
| 18        | Mali               | 0   | 0       | 1      | 1      |
| 18        | Rep. Centrafricana | 0   | 0       | 1      | 1      |
| Totale    | Totale             | 45  | 46      | 43     | 134    |